# Bruce Wilson
Bruce Wilson   (Vancouver, 20 de juny de 1951) és un exfutbolista canadenc de la dècada de 1980.
Fou 57 cops internacional amb la selecció del Canadà, amb la qual participà en el Mundial de 1986. Pel que fa a clubs, destacà a Vancouver Whitecaps, Chicago Sting, New York Cosmos i Toronto Blizzard.
Un cop retirat fou entrenador a la University of Victoria Vikes.
El 2000 fou inclòs al Canadian Soccer Hall of Fame i el 2003 al U.S. Soccer Hall of Fame.